# Великорублівська сільська територіальна громада
Великорублівська сільська територіальна громада — територіальна громада в Україні, у Полтавському районі Полтавської області, з адміністративним центром у селі Велика Рублівка.

## Загальна інформація
Площа території — 389 км², населення громади — 4 503 особи (2020 р.).

## Населені пункти
До складу громади увійшли села Борівське, Велика Рублівка, Ворони, Гетьманка, Глобівка, Дем'янівка, Діброва, Зайці, Зайці Другі, Зуби, Касяни, Ковалеве, Ковжижа, Козлівщина, Лабурівка, Лихачівка, Мала Рублівка, Маловидне, Мар'їне, Матвіївка, Микілка, Милорадове, Назаренки, Підварівка, Стадниця, Терещенки, Терни, Чоботарі та Шевченкове.

## Історія
Створена у 2020 році, відповідно до розпорядження Кабінету Міністрів України № 721-р від 12 червня 2020 року «Про визначення адміністративних центрів та затвердження територій територіальних громад Полтавської області», шляхом об'єднання територій та населених пунктів Великорублівської, Ковалевської, Козлівщинської, Малорублівської, Микілківської та Милорадівської сільських рад Котелевського району Полтавської області.